# Feuguerolles-Bully
Feuguerolles-Bully ist eine französische Gemeinde mit 1.512 Einwohnern (Stand: 1. Januar 2022) im Département Calvados in der Region Normandie. Sie gehört zum Arrondissement Caen und zum Kanton Évrecy. Die Bewohner werden als Feuguerollais-Bulliens bezeichnet.
Die Gemeinde entstand 1973 durch die Fusion von Feuguerolles-sur-Orne und Bully.

## Geografie
Feuguerolles-Bully liegt an der Orne, rund neun Kilometer südsüdwestlich von Caen. Umgeben wird die Gemeinde von Maltot im Nordwesten und Norden, Fleury-sur-Orne im Nordosten, Saint-Martin-de-May im Osten und Südosten, Clinchamps-sur-Orne im Süden, Amayé-sur-Orne im Südwesten sowie Vieux in westlicher Richtung.

## Bevölkerungsentwicklung
| Jahr                              | 1793 | 1836 | 1876 | 1926 | 1946 | 1968 | 1990 | 2019 |
| Einwohner                         | 363  | 395  | 398  | 444  | 425  | 448  | 1105 | 1439 |
| Quellen: Cassini, EHESS und INSEE |      |      |      |      |      |      |      |      |

## Sehenswürdigkeiten
- Kirche Notre-Dame-de-la-Nativité aus dem 12. Jahrhundert
- Kirche Saint-Martin aus dem 11. Jahrhundert, seit 1933 Monument historique
- Schlosspark, seit 1941 geschütztes Gebiet; das Schloss selbst wurde 1944 zerstört
- Lavoir (Waschhaus)

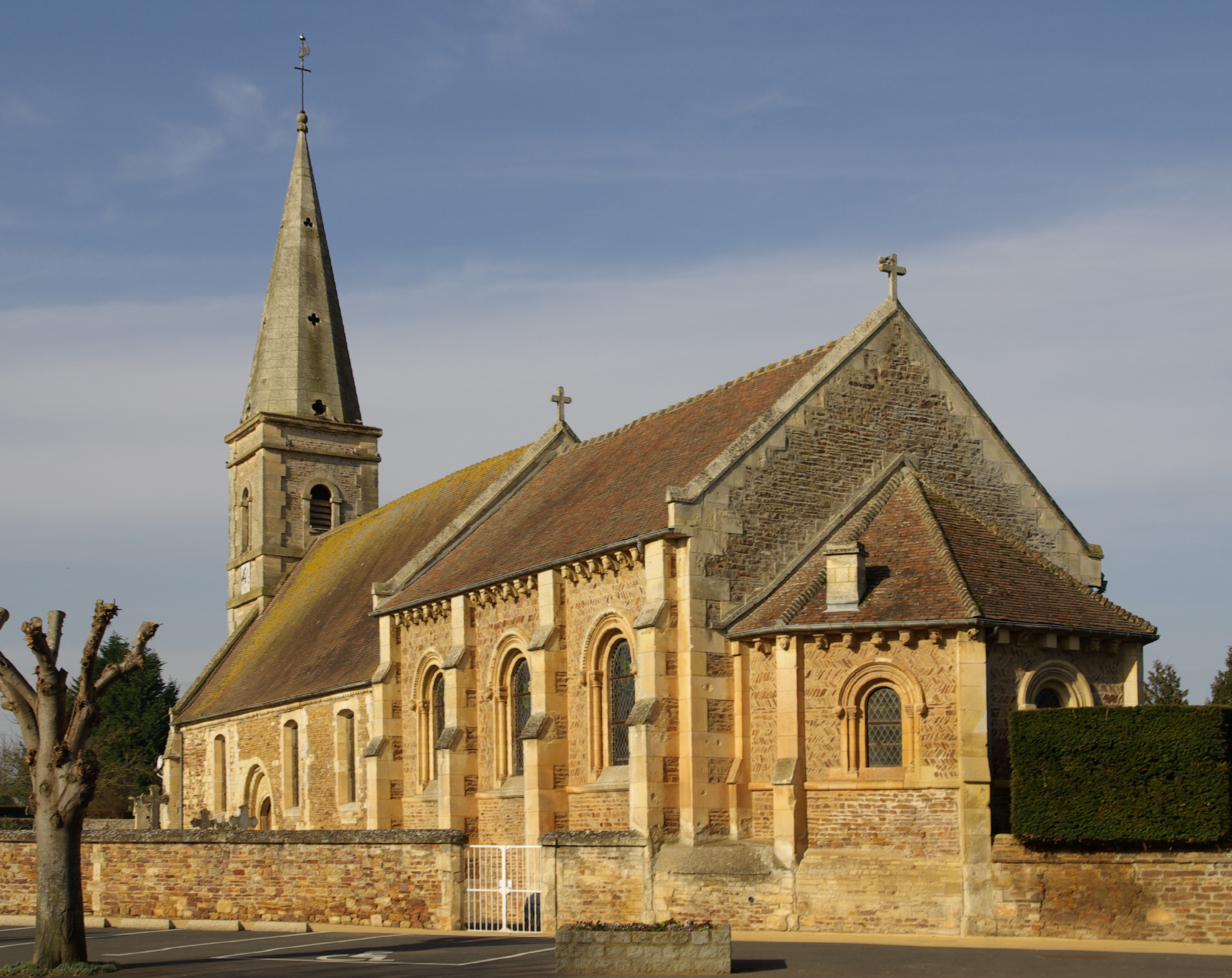
Kirche Notre-Dame-de-la-Nativité
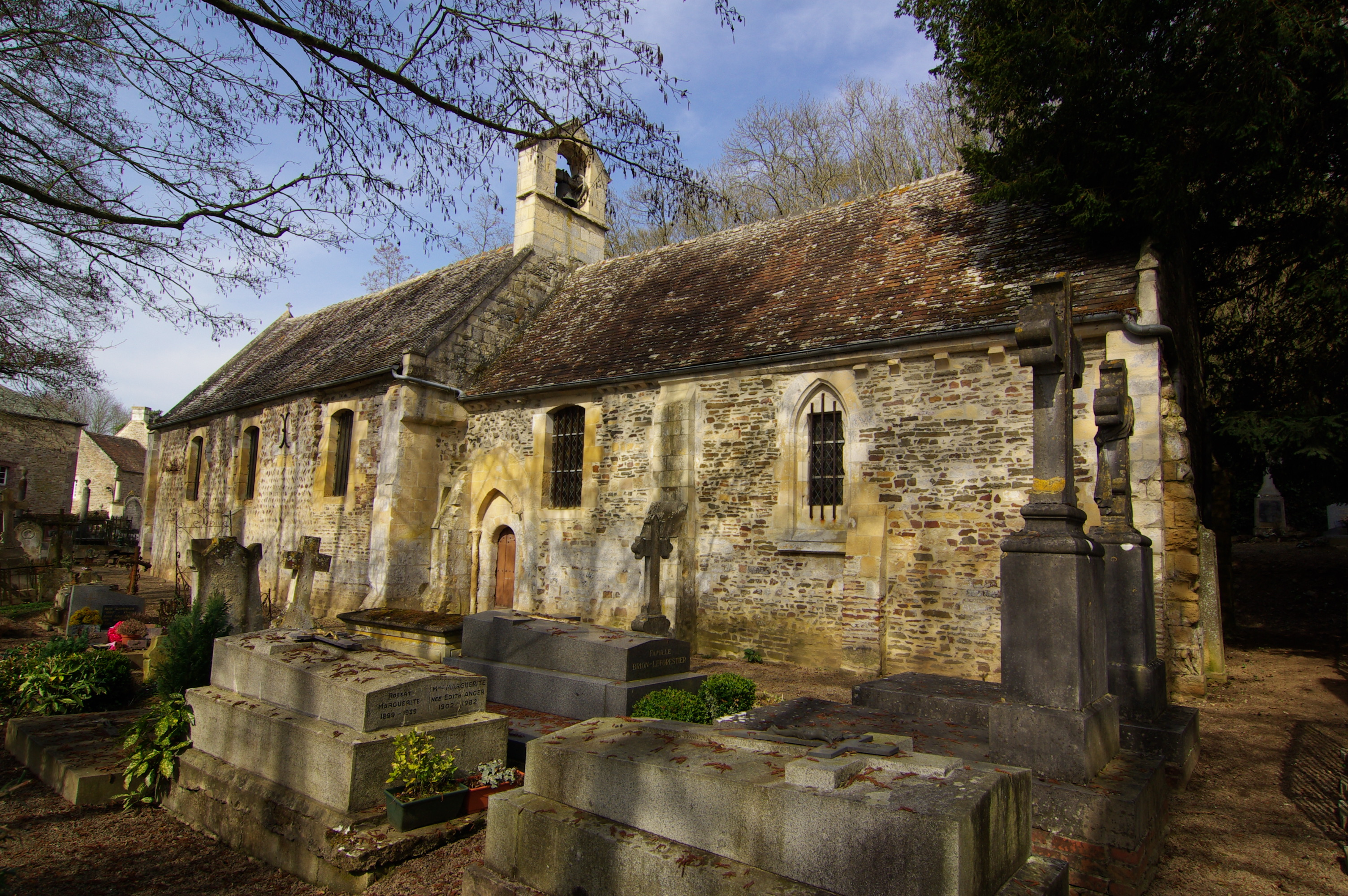
Kirche Saint-Martin
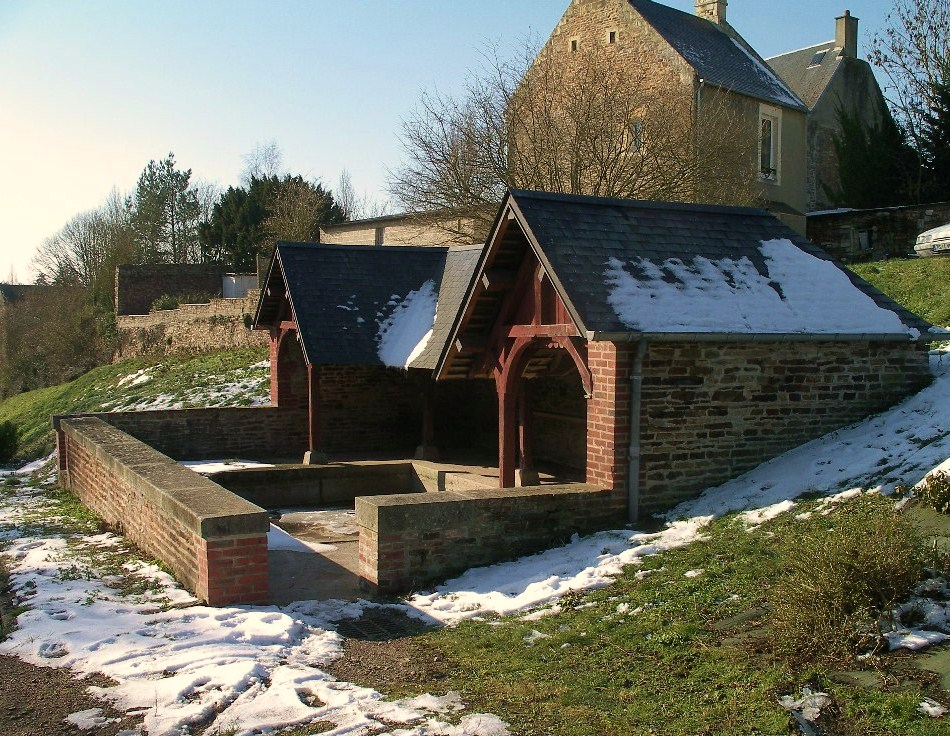
Waschhaus